# 若島征四郎
若島 征四郎（わかしま せいしろう、1943年7月5日 - 1998年2月1日）は政治結社正氣塾名誉塾長。民族主義者。

## 経歴
関東州大連市出身。海星高等学校中退後、院外団に所属して民族主義運動に入る。1981年4月、文天祥の詩「正氣の詩」に触れて感動し、正氣の気風を青少年に伝える目的で正氣塾を創立。1990年の長崎市長銃撃事件の後、長崎市長の本島等を批判する立場から1991年・1995年の統一地方選挙長崎市長選挙に立候補したが、いずれも落選し供託金没収となった（1995年の市長選挙では本島も落選した）。1998年、心不全で死去。